# Lilla stjärna
"Lilla stjärna" (em português: "Pequena Estrela") foi a canção que representou a Suécia no Festival Eurovisão da Canção 1958 que teve lugar em Hilversum, nos Países Baixos no dia 12 de março daquele ano.
A referida canção foi a estreia a Suécia no Festival Eurovisão da Canção e obviamente a primeira vez que se ouviu o sueco no Festival Eurovisão da Canção. A estreia sueca esteve a cargo de Alice Babs que vestiu um traje regional sueco. Babs foi a quinta a cantar na noite do festival, depois de Solange Berry com "Un grand amour" pelo Luxemburgo e antes de Raquel Rastenni, com "Jeg rev et blad ud af min dagbog" pela Dinamarca. A estreia sueca classificou-se em quarto lugar, tendo recebido um total de 10 pontos. No ano seguinte, em 1959, a Suécia foi representada por Brita Borg que interpretou a canção "Augustin".

## Autores
- Letrista: Gunnar Wersén
- Compositor: Åke Gerhard
- Orquestrador: Dolf van der Linden

A primeira participação sueca no Festival Eurovisão da Canção foi fonte de alguma controvérsia entre a cantora Alice Babs e o compositor; a canção originalmente tinha o título "Samma stjärnor lysa för oss två" ("As mesmas estrelas brilham para nós os dois"), mas nem a televisão sueca Sveriges Radio em a cantora Babs aprovaram a letra e pediram ao jornalista e letrista Gunnar Wersén (na época empregado da referida estação televisiva) a reescrever a canção e também a mudar o título para "Lilla stjärna" - isso sem o conhecimento ou aprovação do compositor original  Åke Gerhard. Como resultado disso, Gerhard ficou furioso e não permitiu a Alice Babs qualquer gravação, por causa de não lhe terem pedido permissão para a alteração. Deste modo, o único registo musical da canção   "Lilla stjärna" é apenas a interpretação ao vivo no Festival Eurovisão da Canção em 1958, em Hilversul e que teve como lançamento comercial apenas em 1994 ao fazer parte de uma compilação  Rätt Låt Vann?! - Vinnarna - in 1994.

## Letra
Na canção, Babs pergunta a uma pequena estrela se lhe pode responder se está chegando o homem que ela irá amar.

## Cultura popular
O nome do romance de John Ajvide Lindqvist's Lilla stjärna foi retirado do título desta canção.